# Villaverde de Montejo
Villaverde de Montejo è un comune spagnolo di 56 abitanti situato nella comunità autonoma di Castiglia e León.